# Nendaz

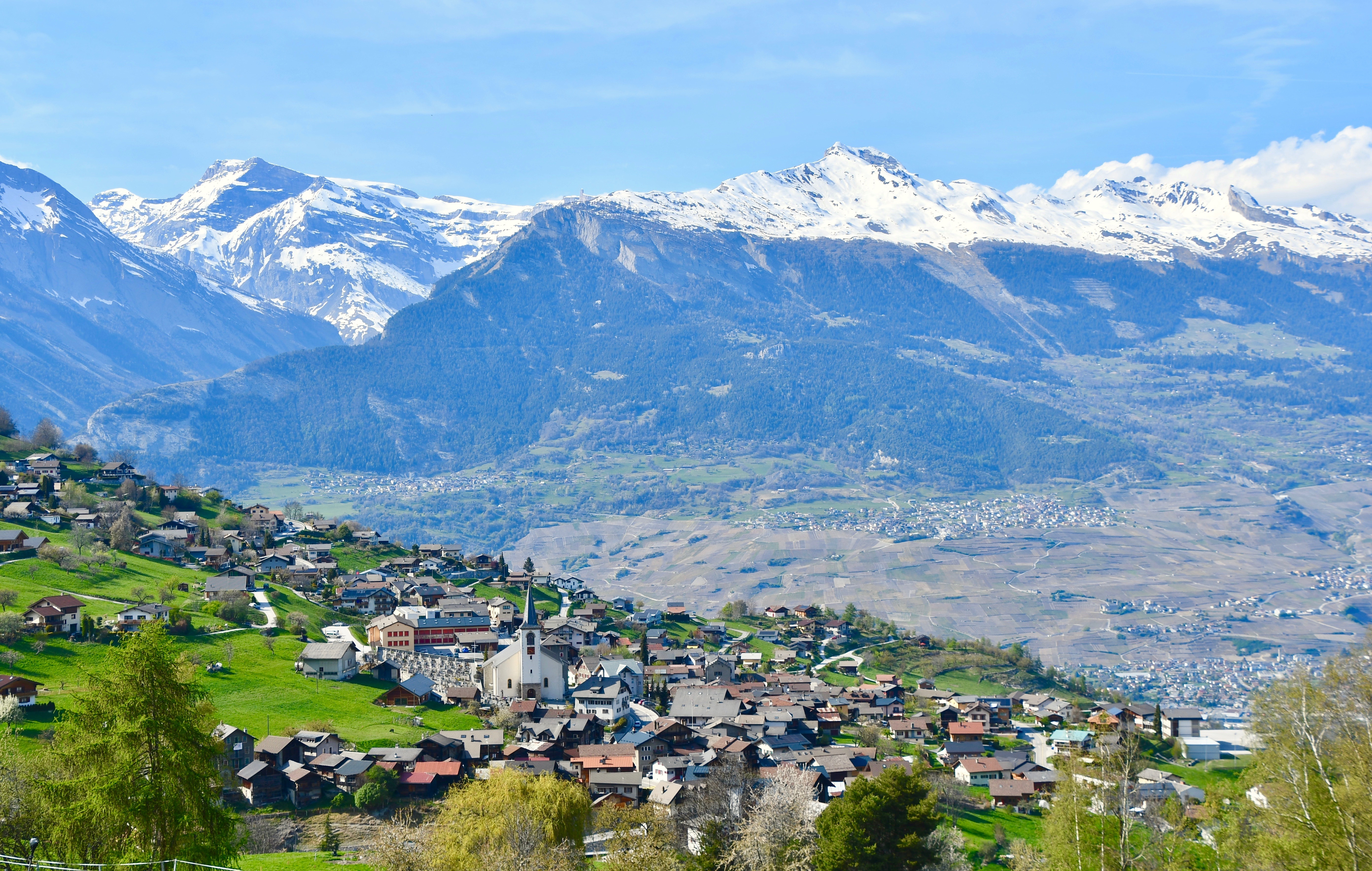
Huvudorten Basse-Nendaz.

Nendaz (frankoprovensalska: Nînde) är en kommun i distriktet Conthey i kantonen Valais i Schweiz. Kommunen har 7 196 invånare (2023). Huvudort är Basse-Nendaz.
Kommunen består av orterna Aproz, Baar, Basse-Nendaz, Beuson, Bieudron, Brignon, Clèbes, Condémines, Fey, Haute-Nendaz, Saclentse, Siviez och Sornard.

## Demografi
Kommunen Nendaz har 7 196 invånare (2023). En majoritet (93,9 %) av invånarna är franskspråkiga (2014). 78,6 % är katoliker, 4,9 % är reformert kristna och 16,6 % tillhör en annan trosinriktning eller saknar en religiös tillhörighet (2014).
| Ort          | Invånare Jan 2020 |
| ------------ | ----------------- |
| Aproz        | 985               |
| Baar         | 434               |
| Basse-Nendaz | 1 123             |
| Beuson       | 285               |
| Bieudron     | 121               |
| Brignon      | 278               |
| Clèbes       | 132               |
| Condémines   | 54                |
| Fey          | 347               |
| Haute-Nendaz | 2 075             |
| Saclentse    | 205               |
| Siviez       | 22                |
| Sornard      | 520               |

## Turism
Nendaz är känd för sin koppling till vintersport och huvuddelen av turisterna som besöker kommunen kommer under vintern. Liftsystemet är dock även är öppet under sommaren och hösten för vandrare och mountainbikecyklister. Merparten av turistbäddarna består av privata lägenheter, men endast en mindre del hyrs ut.
Haute-Nendaz liftsystem hänger ihop med orten Siviez som i sin tur hänger ihop med skidorterna Verbier och Thyon. Haute-Nendaz skidsystem ligger i huvudsak åt norr, vilket medför att snön inte slits av solen.